# Тело в библиотеке
«Труп в библиоте́ке» (англ. The Body in the Library) — детективный роман английской писательницы Агаты Кристи из серии произведений о мисс Марпл. Выходил на русском языке также под названием «Происшествие в старом замке».

## Действующие лица
- Джейн Марпл.
- Пэлк — констебль Сэнт-Мэри-Мид.
- Слэк – полицейский инспектор.
- Мэлчетт — полковник полиции, главный констебль графства, друг полковника Бантри.
- Артур Бантри — полковник в отставке, владелец дома, в котором обнаружили тело.
- Долли Бантри — жена полковника Бантри, одна из подруг мисс Марпл.
- Бэзил Блейк — молодой человек, недавно поселившийся в Сэнт-Мэри-Мид, где раньше жила его мать. Деятель кино. Женат, но в деревне об этом неизвестно — они с женой выдают себя за пару любовников, чтобы держать деревенских жителей на расстоянии.
- Джозефина Тёрнер — кузина убитой, жена Марка Гаскелла.
- Конуэй Джефферсон — пожилой бизнесмен, в прошлом потерял в катастрофе дочь и сына, а сам остался инвалидом (передвигается на коляске). Тем не менее, остаётся успешным и очень богатым бизнесменом.
- Марк Гаскелл — зять Джефферсона.
- Аделаида Джефферсон — невестка Джефферсона
- Пит — сын Аделаиды от первого брака

## Сюжет
Супруги Бантри утром разбужены взволнованными слугами — горничная нашла в библиотеке труп молодой блондинки в вечернем платье! Убитая не знакома никому в доме, как она туда попала — непонятно. Миссис Бантри приглашает мисс Марпл, рассчитывая, что именно она найдёт разгадку.
По заключению врача, смерть наступила до полуночи. Убитая — Руби Кин, танцовщица из отеля «Маджестик», в получасе езды от Сэнт-Мэри-Мид. Тело опознаёт кузина, Джозефина Тёрнер (Джози), работающая там же. Полиция начинает расследование в «Маджестике», туда же отправляются миссис Бантри и мисс Марпл. Выясняется, что живущий в отеле пожилой финансист Джефферсон проникся к Руби симпатией и решил завещать ей часть своего состояния, так что зять и невестка, терявшие часть наследства, заинтересованы в смерти девушки. Однако у них неоспоримое алиби — в вечер убийства все подозреваемые до полуночи сидели в зале за картами.
Полиция обнаруживает сгоревшую машину, угнанную от отеля в ночь смерти Руби, а в машине — обгорелый труп девушки. По вещам её опознают как старшеклассницу Памелу Ривз, пропавшую в тот же день во время поездки с подругами в Лондон. Под подозрение попадает Бэзил Блэйк, живущий в Сэнт-Мэри-Мид и бывавший в «Маджестике»: на сиденье его машины находят блёстки от платья Руби Кин. Полиция считает, что Блэйк убил обеих: Руби Кин — по личным мотивам, а Памелу Ривз — потому, что она оказалась свидетелем первого убийства. Сам Бэзил утверждает, что в ту ночь, вернувшись с вечеринки домой, нашёл там мёртвую Руби. Испугавшись, он погрузил её в машину, вывез, а затем сделал первое, что спьяну пришло в голову: взломал окно в доме Бантри и оставил тело на полу.
Мисс Марпл не дают покоя странное поведение Джози после опознания трупа кузины: она выглядела не столько расстроенной, сколько удивлённой и раздражённой. Странно выглядят также изгрызенные ногти Руби Кин, явно не подходящее для ночной прогулки дешёвое вечернее платье убитой. Поговорив с одноклассницами Памелы, Мисс Марпл узнаёт, что девушку пригласили сниматься в кино и предложили пройти кинопробы; именно туда она отправилась в одиночестве перед тем, как исчезнуть. Случайная фраза жены Блэйка даёт мисс Марпл подсказку. Она выясняет, что Джози тайно вышла замуж за зятя Джефферсона, Марка Гаскелла, а значит, у неё был мотив для убийства кузины.
Становится понятно, что убийство Руби Кин организовали Марк и Джози. Они придумали, как обмануть медицинскую экспертизу и создать себе алиби. Памелу, внешне похожую на Руби, заманили на мнимые «кинопробы» в отель, где предложили переодеться в платье Руби и подгримировали для большего сходства, а потом подсунули наркотик. Одурманенную девушку привезли в дом Блэйка и там задушили. Именно её тело нашёл и затем подбросил в дом Бантри пьяный Блэйк. Было очевидно, что Джози попросят опознать тело, и она сможет выдать загримированную Памелу за Руби. В результате полиция уверилась, что Руби была убита до полуночи, когда Гаскелл и Джози были на виду у всех. Настоящую Руби кузина убила уже после полуночи; её тело с вещами Памелы вывезли и сожгли в угнанной машине. Убийцы рассчитывали, что Блэйк, найдя труп, вызовет полицию, и подозрения сразу же падут на него. Его пьяная выходка спутала карты — труп оказался совсем не там, где планировалось, и полиция сразу же начала расследование в отеле.
Преступление раскрыто, но против преступников нет никаких улик. Мисс Марпл рассказывает свою версию полиции, и та с помощью Джефферсона устраивает провокацию — старик объявляет, что хочет изменить завещание и отдать деньги, следовавшие Руби, на благотворительность. Этой же ночью при попытке убить, полиция задерживает Джозефину Тёрнер.

## Экранизации
- 1984 — «Тело в библиотеке» (сериал «Мисс Марпл», производство BBC, в главной роли Джоан Хиксон).
- 2004 — «Тело в библиотеке» (сериал «Мисс Марпл», производство ITV, в главной роли Джеральдин Макьюэн. В этой экранизации при сохранении основного мотива преступления кардинально изменена концовка: преступницами становятся Джози и Аделаида, которые оказываются влюблёнными друг в друга лесбиянками).